# Histoire des Juifs à Saragosse

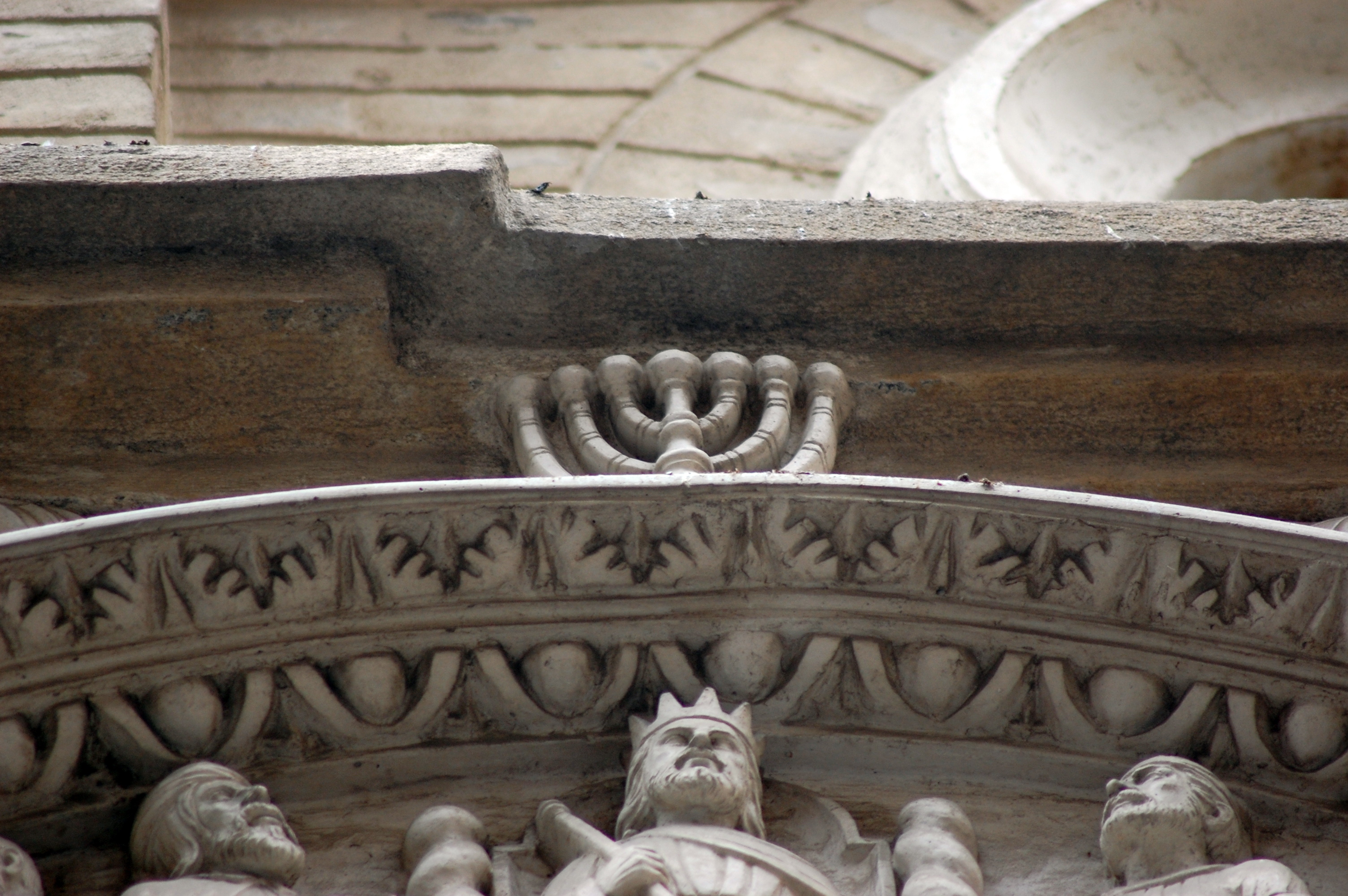
Menorah sur le palais Renaissance sculptée par Es G. Morlanes (casa de Los Morlanes), 1555

La communauté juive de Saragosse (en hébreu סרקרסטה ou סרקרסטה) du pays d'Aragon située au nord-est de l'Espagne connaît des fortunes diverses avec des périodes fastes alternant avec des moments particulièrement difficiles tant sous le croissant d'Al-Andalus que sous la croix, pour disparaître à avec l'expulsion des Juifs d'Espagne en 1492.

## Au Moyen Âge
La première documentation concernant des Juifs à Saragosse installés sur les bords de l'Èbre date de 839.
Au Moyen Âge, les Juifs de Zaraqusta  forment une congrégation florissante alors que les guerres civiles entre chrétiens et musulmans font rage dans le cadre d'Al-Andalus.
Les Juifs, réprimés durant la période wisigothique, voient leur situation s'améliorer avec l'arrivée des Maures puis l'installation de la taïfa de Saragosse (1018-1110). Spécialisés dans le commerce, la finance, la politique et la culture, leur langue sémitique leur permet de nouer rapidement des relations avec les nouveaux dirigeants.
Les débuts de la guerre civile en al-Andalus en 1009, faisant suite à une épidémie de peste, obligent de nombreux Juifs à quitter Cordoue. La communauté de Saragosse accueille plusieurs érudits juifs, notamment le philologue Yona Ibn Janah (qui se plaint avec amertume « de l'ignorance et de la stupidité » des gens au milieu desquels il vit, dans cette ville du nord, située près de la frontière, où l'esprit de défense prévaut au milieu d'une activité commerciale intense, bien différente des villes du sud avec leur environnement culturel et leurs mouvements scientifique et littéraire, comme Cordoue dont il est originaire, et capitale de l'Occident musulman). Également à Saragosse, le philosophe néo-platonicien Salomon ibn Gabirol ou le poète grammairien Moshe ibn Gikatilla tiennent des positions élevées sous le roi musulman (en) ibn al-Yahya Mundhir. Ce dernier est assassiné à Saragosse avec son homme d'État et scientifique juif andalou, Yekutiel ben Ishaq ben Hassan, ainsi que de nombreux autres Juifs de la ville lors du coup d'État en 1039,,. Ibn Gabirol dédie à Yekutiel ibn Hassan une élégie dont la puissance ne sera égalée que pour la mort de Haï Gaon. Un mois plus tard, Sulayman al-Mustain s'empare de Tudèle et de Saragosse et fonde la dynastie des Houdides ou Banû Hûd (بنو هود), l'une des plus importantes d'Al-Andalus lors de la période des Taïfas, pour y régner avec sévérité jusqu'en 1146.
En 1118, Alfonso Ier d'Aragon (1073-1134), dit « el Batallador », reconquiert Saragosse et octroie des libertés et privilèges aux musulmans et Juifs du territoire saragossan qu'il vient d'arracher aux Arabes. Mais en 1148, la main a passé et les Almohades détruisent plusieurs communautés juives par conversion ou exil forcés. « En somme, même l’âge d’or andalou supposément idéal dans les rapports judéo-musulmans est une période de persécutions »,,.
Au XIIIe siècle, Jacques Ier (1208-1276) déclare que tous les Juifs de son empire sont sa propriété. À cette époque, le Juif le plus riche et le plus respecté d'Aragon est don Juda ou Jehudano (es) de la Cavallería (vers 1230-1286), bailli en chef de Saragosse et même de tout le royaume. Il est fréquemment consulté par le roi dans les affaires de l'État et en 1263, un ordre royal lui permet de disposer d'une flotte.
Cependant vers 1250 une rumeur se répand qu'un enfant de chœur de Saragosse, Dominguito del Val, aurait été enlevé et crucifié par des Juifs qui lui auraient ensuite arraché le cœur, et qu'une lumière s'échappant de son tombeau aurait permis la découverte ce supposé crime. Dominguito, canonisé, a été fêté le 31 août avant que l'Église catholique réexamine les faits et supprime ce culte. Il n'est même pas certain que Dominguito ait existé. La seule trace documentaire sur cette accusation de meurtre rituel est constituée par un récit d'Alphonse X de Castille rapportant ces rumeurs. Les persécutions sur la population juive qui s'ensuivirent firent que beaucoup durent se convertir. À cette époque, parmi les rabbins de Saragosse était Yonah de Mestre, un des maîtres de Shimon ben Tsemah Duran dit le Rachbats (1361-1444) qui devint grand rabbin d'Alger.

### Juderia
Les Juifs vivent dans un quartier séparé des Chrétiens de Saragosse : la chuderia, judería ou juiverie (imposée à partir de 1412). Elle se situe alors à l'intérieur de la vieille ville, entre la Iglesia de San Gil, la Calle San Jorge, la Plaza Magdalena et le Coso. Ceinte d'une muraille percée de six portes de communication avec le quartier chrétien, la juderia s'organise autour de la principale synagogue qui se dresse sur l'emplacement actuel du Seminario de San Carlos
Au XVe siècle, le quartier juif déborde sa muraille et gagne de nouvelles rues entre le Coso et la Calle San Miguel. Ce nouveau quartier juif doit correspondre aujourd'hui aux rues Flandro, Hermanos Ibarra et Rufas.

#### Aljama

Carte de Esl'aljama juive de Saraqusta (entourée de murailles fermées par six portes) sur l'actuel plan de Saragosse. Au Nord, sous la rivière Ebre, figurait laljama musulmane, non-colorée.
: ancien quartier juif.
: Nouveau quartier juif.
1 : Grande synagogue. 2 : Petite synagogue. 3 : Synagogue Neuve de Bicorolim (Biqqur Holim édifiée en 1382). 4 : Synagogue des Sept callizos. 5 : Mikveh (bains rituels). 6 : Alcaicería. 7 : Porte Alquibla ou Porte de Valence.

Comme ailleurs en Espagne, la communauté juive est organisée en aljama (Yama 'al-Yahud) sous la domination musulmane et avant l'expulsion des Juifs d'Espagne en 1492. L'aljama de Saragosse constitue l’ensemble des institutions sociales, religieuses et judiciaires qui gouvernent la communauté et la représentent. Elle figure également la synagogue qui sert aussi de salle de réunion pour les prises de décision du Conseil. L'organisation de l'aljama est semblable à celle de la ville : elle dispose d'un Conseil et d'un organe exécutif.

### Relations avec les chrétiens
La communauté forme une micro-société à côté de la société chrétienne avec laquelle les Juifs sont en relation constante par leur activité professionnelle. Ils se cantonnent à certains domaines car les lois chrétiennes leur interdisent des secteurs précis comme l’armée. Ils excellent dans la médecine (en partie, grâce à la possibilité qu'ils ont de pratiquer des autopsies interdites aux médecins chrétiens). Ils sont souvent commerçants et pratiquent le prêt d'argent, activité aussi prohibée aux chrétiens.
Les lois espagnoles leur interdisent souvent le port de vêtements luxueux, de bijoux voyants et même de monter à cheval. Comme ailleurs, ils sont aussi bien plus lourdement imposés et taxés que le reste de la population de Saragosse.
Ils mènent donc une existence plutôt discrète à l’ombre de la société des chrétiens dont ils restent bien séparés car les mariages mixtes sont interdits ainsi que toute relation charnelle entre chrétiens et juifs qui est passible de la peine capitale.

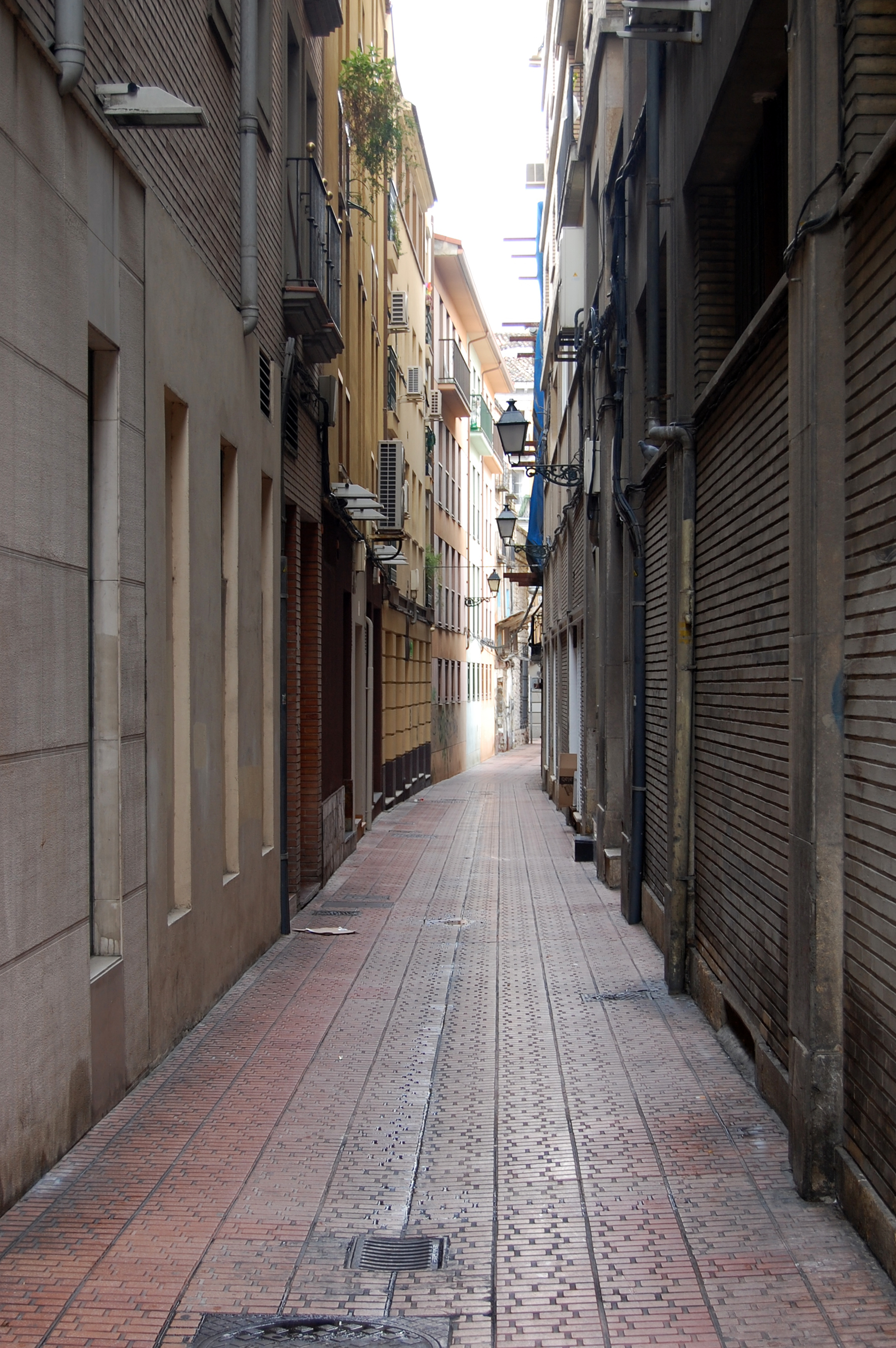
Rue Mateo Flandre qui était l'un des « sept callizos » (blocs, rues) de la Saragosse juive, où se trouvait la synagogue des Sept Callizos au Moyen Âge

### Accusations, meurtres et conversions
Vers 1250, un enfant de chœur de Saragosse, Dominguito del Val, aurait été enlevé et crucifié par des Juifs qui lui auraient ensuite arraché le cœur mais une lumière s'échappant de son tombeau aurait permis que l'on découvre ce crime. Les persécutions qui s'ensuivirent sur la population juive firent que beaucoup durent se convertir. Le petit Dominguito, canonisé, a été fêté le 31 août avant que l'Église catholique réexamine les faits et supprime ce culte. Il n'est même pas certain que Dominguito ait existé. La seule trace documentaire est constituée par le récit rapportant des rumeurs qu'en a donné Alphonse X de Castille.
L’année 1391 marque la fin de cette coexistence avec les discours enflammés de l’archidiacre de Ecija, (es) Ferrán Martinez, qui conduisent la population de Séville à mettre le feu à sa judería ; ce mouvement se poursuit sur toute l’Espagne, causant des milliers de morts parmi les Juifs dont les cadavres jonchent les rues, mais évitant miraculeusement Saragosse par la présence du roi et celle du rabbin de la ville, l'éminent juif de cour, philosophe et talmudiste Hasdaï Crescas qui toutefois perdra son fils dans ces émeutes, à la veille de son mariage. Jean Ier d'Aragon (1350-1396) est l'un des rares à tenter en vain de protéger les aljamas. Pour échapper aux massacres, de nombreux Juifs doivent se convertir et beaucoup préfèrent se suicider en tuant auparavant leur propre famille pour lui éviter d'être martyrisée et réduite en esclavage.
C’est également le temps de saint Vincent Ferrier (1350-1419), dominicain de Valence qui prêche avec éloquence et un grand sens de la mise en scène (dans les cimetières, au crépuscule...) dans les années 1410 en Espagne et en France, avec l'ambition de convertir les Juifs par la persuasion ; il est à l’origine de nombreuses conversions,.
La Disputation de Tortosa (1413-1414) où sont défendus de manière inéquitable les mérites des deux religions chrétienne et juive, constitue aussi une grande catastrophe pour la communauté juive séfarade avec la conversion de nombre de rabbins, de fidèles israélites et la disparition de nombreuses communautés juives d'Espagne.
Le point culminant de la crise anti-juive, qui va mettre fin à tout espoir, arrive avec l’Edit d’Expulsion de 1492, année cruciale, par lequel Isabelle et Ferdinand, Rois très Catholiques, ordonnent le départ de tous les Juifs d'Espagne qui refusent de se convertir au catholicisme, et qui jettent sur les mers et les chemins de l’exil plusieurs milliers de Juifs espagnols de très longue date, fuyant vers des cieux plus cléments : Portugal, Navarre, papauté d'Avignon, Italie, Afrique du Nord, empire ottoman. Officiellement, il n'y a plus de Juifs sur les terres de la couronne.

### Inquisition
Mais les nouveaux chrétiens (conversos) fraîchement convertis de force et sans catéchèse sont surveillés de près et harcelés par l’Inquisition, institution implantée dès 1232 en Aragon pour lutter contre ce que l'époque entend par« hérésies » et qui relève de l’Église. En 1478, la bulle du pape Sixte IV autorise les Rois Catholiques à nommer eux-mêmes les inquisiteurs espagnols, ce qui fait de l'Inquisition une affaire de l’État.

#### Conséquences de l'assassinat de l'inquisiteur Arbuès
Les Aragonais résistent à cette implantation et assassinent même en septembre 1485 dans la cathédrale de Saragosse Pedro Arbués, premier inquisiteur (qui sera canonisé en 1867), nommé à Saragosse l’année précédente. Cette nouvelle provoque une réaction violente du peuple de la ville contre les Juifs, « que seule l’intervention de l’évêque (Alfonso de Aragòn y Foix) empêche de saccager la judería ». Il semble que certaines des familles les plus puissantes parmi les Juifs convertis de force - comme les Sánchez, les Montesa, les Paternoy et les Santángel - se considéraient comme des cibles de choix de l'Inquisition, et pensant « arrêter les ravages de l'Inquisition », elles furent impliquées dans l'assassinat d'Arbués. Le septuagénaire (es)Mgr. Jaime de Montesa, arrêté pour son implication, sera finalement accusé, enfermé dans un cachot pendant 22 mois, torturé à l'aide de la garrucha et condamné à la décapitation sur la place du marché de Saragosse le 20 août 1487, pour d'autres motifs, à savoir avoir suivi la loi mosaïque, fréquenté des Juifs, mangé la nourriture propre à eux, judaïsé et pratiqué des cérémonies juives après avoir été converti au christianisme. Ce même jour, sa fille Leonor de Montesa, épouse de Joan de Santa Fe de Tarazona, est brûlée vive dans le feu de joie sur la place pour avoir vécu comme une juive, pratiqué des cérémonies judaïques et jeûné depuis cinquante ans lors de la fête juive de Yom Kippour.
À la suite de l'assassinat de l'inquisiteur, la répression par Torquemada est terrible et grâce aux aveux publics d'un des conspirateurs, Vidal de Uranso, la communauté conversa aragonaise paie un lourd tribut : à Saragosse où un tribunal de l'Inquisition s'installe en 1491, s'organise un gigantesque auto da fé auquel sont invités même les grands d'Espagne et au cours duquel sont brûlés vifs des centaines d'hérétiques ou présumés tels dont plus de 300 marranes. Auparavant, les principaux coupables sont traînés à travers les rues de Saragosse, ont les mains coupées et sont pendus. Parmi les condamnés au bûcher, figurent près de 30 hommes et femmes des meilleures familles de la ville. Francisco de Santa-Fé, fils du renégat Jérôme de Santa-Fé, meurt également sur le bûcher. Même un chrétien convaincu, don Sancho de Caballeria, noble de Saragosse de mère chrétienne mais d'ascendance paternelle judéo-converse (attestée par (en) El Libro Verde de Aragon) , sera poursuivi pour sodomie par l'Inquisition qui demande au pape d'intervenir ; des nobles espagnols subissent une moindre peine pour avoir hébergé une nuit l'un des comploteurs.

## A la Renaissance

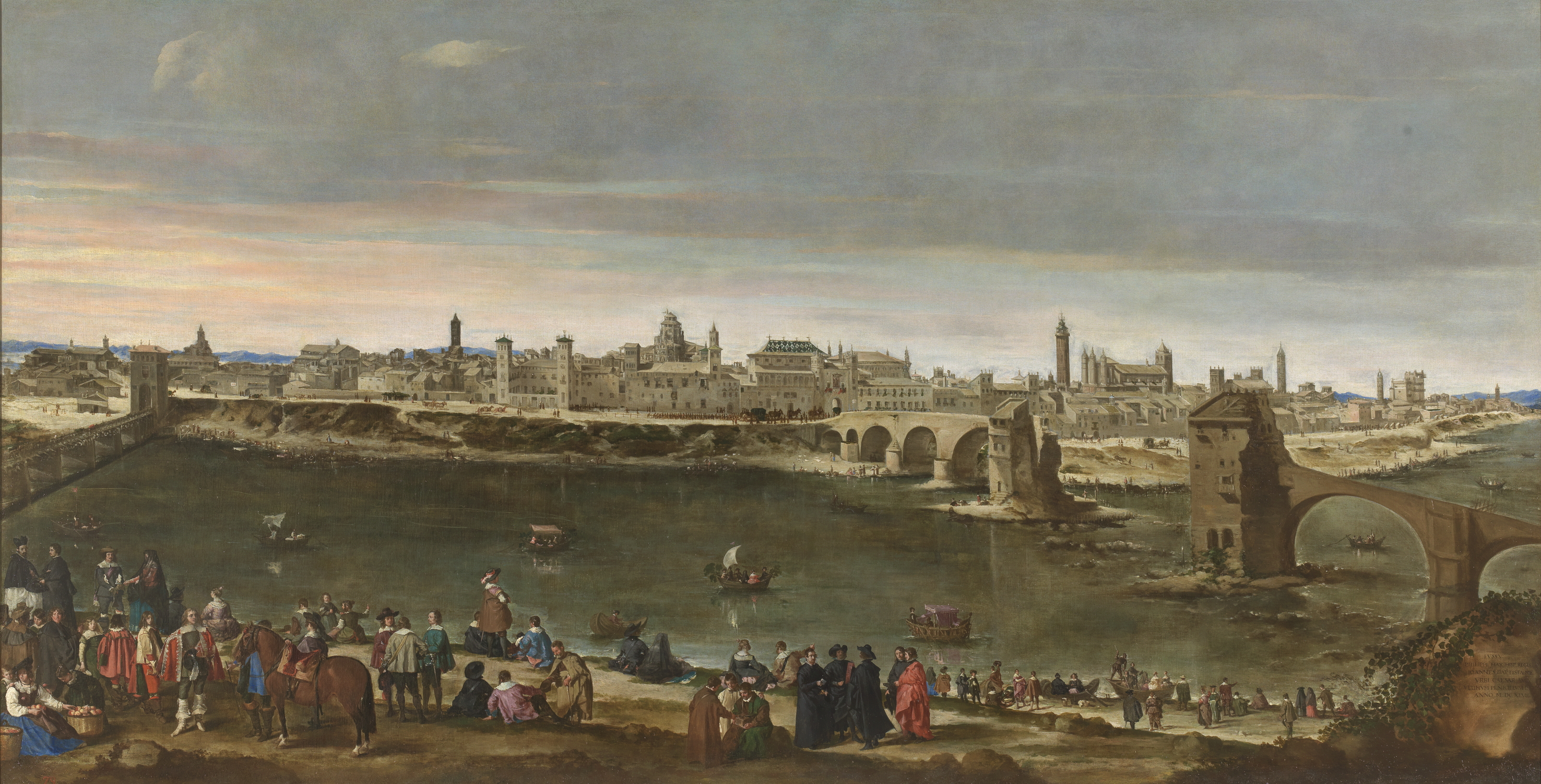
Vue de Zaragoza par Juan Bautista Martínez del Mazo, 1647

Les Juifs convertis qui pratiquent en secret le judaïsme sont des crypto-juifs appelés péjorativement « marranes », ce qui veut dire « porcs ». Ils restent persécutés par leurs voisins et poursuivis par l'Inquisition qui siège dans six tribunaux de la couronne d'Aragon dont celui de Saragosse. Après les avoir fait passer à la question, elle leur intente de nombreux procès lors de spectaculaires auto da fé où ils doivent s'humilier en portant le sambenito et le coroza. avant d'être parfois jetés au bûcher. Entre 1560 et 1620, à Saragosse, 32,5 % des condamnés sont torturés et parmi eux, les morisques représentent près de 78,7 % des torturés.

### «Pureté de sang» etLibro Verde
À la même époque, les dits « vieux-chrétiens », jaloux de la rapide ascension sociale de certains conversos, essaient de protéger leurs privilèges en instituant les statuts de « pureté de sang » (limpieza de sangre) qui interdisent à toute personne ayant des ancêtres juifs ou musulmans l’accès à un grand nombre de charges et fonctions. Se diffuse alors vers 1550 une œuvre manuscrite connue sous le nom de « Libro Verde de Aragón » qui révèle et démontre (avec des erreurs probablement intentionnelles) les origines juives des familles les plus puissantes du royaume avec plus de 2 500 personnes répertoriées. Elle est construite à partir de 1516 où « dès son arrivée au pouvoir, Charles-Quint aurait appris que les administratifs de haut rang qui entouraient le Roi Catholique étaient des judéo-convers aragonais » et « aurait alors demandé une enquête à ce sujet à l’Inquisition ». L'ouvrage est brûlé dans un autodafé sur la place du marché de Saragosse en 1622 et interdit par la Pragmatique de 1623, bien que quelques exemplaires soient parvenus jusqu’à nous.

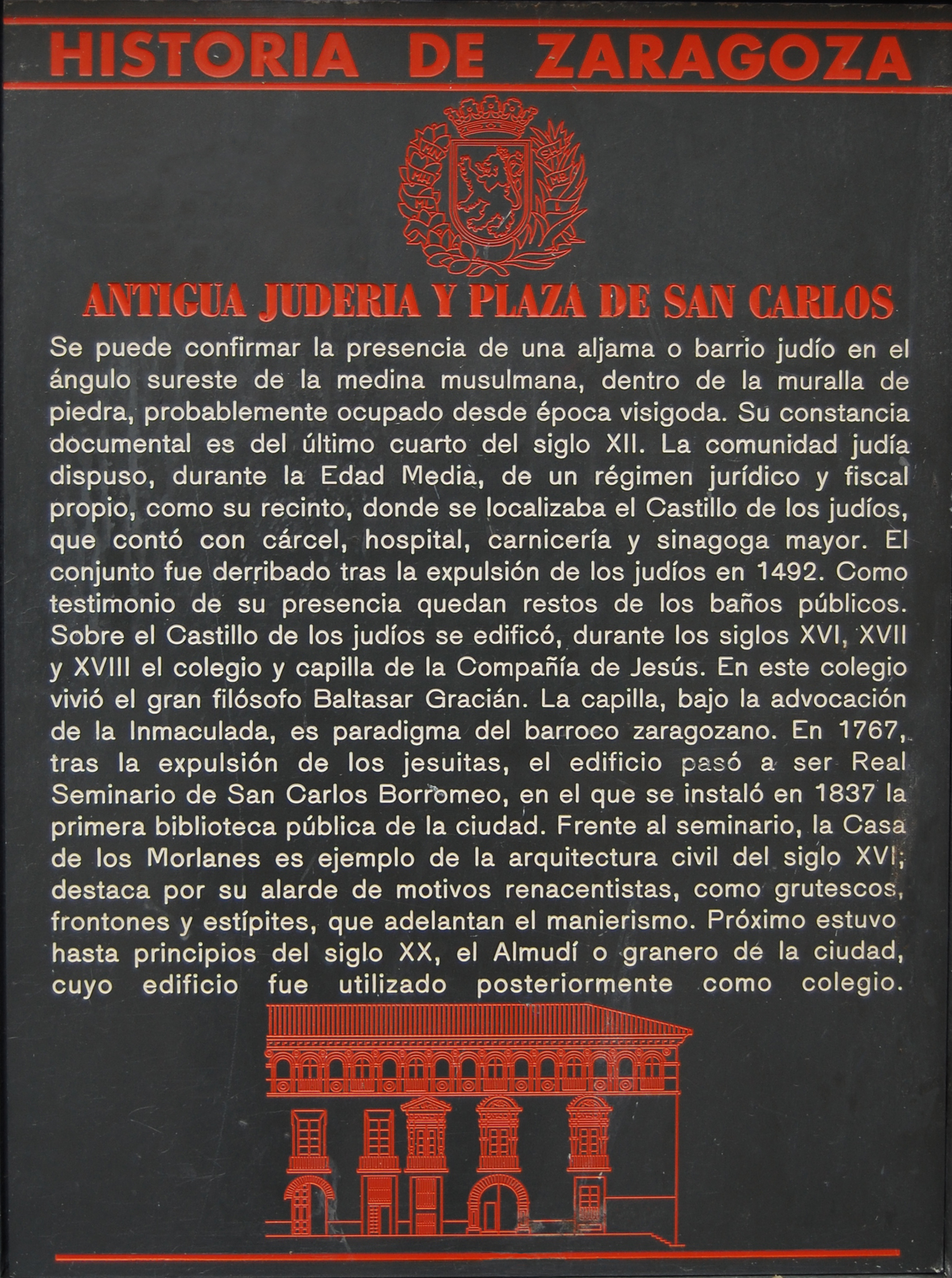
Plaque informative sur l'ancienne juderia et la place San Carlos

## Époque contemporaine
De la communauté juive de Saragosse, il ne reste que les bains rituels du XIIIe siècle trouvés dans le sous-sol d'un immeuble moderne dans la rue Coso (no 126-132), composés de nombreux arcades soutenues par des colonnes, utilisés comme synagogue, hôpital, boucherie et prison dont le terrain est occupé maintenant par le Séminaire de San Carlos. Il s'étend sur les actuelles rues Don Jaime, Veronica, place San Pedro Nolasco, rue Santo Dominguito, place San Carlos et rue de San Jorge.

## «Pourim de Saragosse»
Une légende connue sous le nom de « Pourim de Saragosse », (dont il existe plusieurs versions) raconte qu'au début du XVe siècle, un converso, du nom de Markus, anciennement ´Haim Chami, nouveau chrétien devenu comme souvent sous ces profils « plus royaliste que le roi », voulut nuire à son ancienne communauté de Saraqusta et indiqua au roi que les Juifs qui semblaient lui faire honneur en sortant en procession leurs rouleaux de la Torah entourés de boitiers et d'étoffes précieuses à chacun de ses passages, le trompaient. En effet, leurs coffrets étaient vides pour ne pas galvauder leurs livres saints. Le roi décida de prendre des sanctions terribles contre la communauté juive si dès le lendemain, ce que Markus venait de lui rapporter s'avérait et posa son sceau sur un décret de mise à mort. Mais la nuit, les différents bedeaux des différentes synagogues de Saragosse firent le même rêve où le prophète Elie leur demandait à chacun de garnir les étuis. Ils s'exécutèrent tous pour se rendormir paisiblement et n'en rien dire à personne.
Le lendemain, le roi accompagné de nombre de ses gens en armes fit une visite à l'improviste aux Juifs de la ville et exigea que les coffrets de Sefer Torah qu'on lui présentait lui soient ouverts. Rabbins et Juifs de la ville tremblèrent mais quand le roi y découvrit les rouleaux hébraïques, toute sa colère se reporta sur le converso, qui périt à la place de la communauté juive de Saragosse.
En souvenir de l’un de ces miracles, les descendants des Juifs de Saragosse instituèrent une fête célébrée joyeusement chaque année le soir du 17 ou 18 Shevat, en janvier-février où l'on procède à la lecture de la Méguila de ce Pourim, écrite sur du parchemin comme la Meguila d'Esther. Ce miracle est commémoré durant des siècles dans les communautés juives de l'empire ottoman (Smyrne, Aïdin, Constantinople, Gallipoli en Turquie, Salonique, Janina en Grèce et également en Albanie) ou en Tunisie. « En 1905, un directeur d'école de Gallipoli nommé Rafael Amato rapporta que plusieurs familles de sa ville (fêtaient ce) Pourim avec parmi elles, le Consul honoraire d'Espagne, Preciado Saragossi ». De nos jours, les descendants des Saragossans du Moyen Âge continuent à le fêter à Paris ou en Israël, telle la famille de Haïm et Jacob-Haï Saragosti (1906-1988), venue d'Izmir vers l'Ariana et ensuite à Paris et Jérusalem,.

## Voir articles
- Histoire des Juifs en Espagne
- Marranisme / Crypto-judaïsme
- Converso / Anoussim / Converso / Chuetas / Conversion forcée
- Al-Andalus
- La Convivencia
- Âge d'or de la culture juive en Espagne
- Guerre civile en Al-Andalus
- Relations entre Juifs et musulmans / Dhimmi
- Massacre de Grenade
- Persécutions anti-juives de 1391 en Espagne
- Séfarade
- Hispanie
- Megorachim / Tochavim